# Chlidonia japonica
Chlidonia japonica är en mossdjursart som först beskrevs av Shunsuke F. Mawatari 1964.  Chlidonia japonica ingår i släktet Chlidonia och familjen Chlidoniidae. Inga underarter finns listade i Catalogue of Life.